# نانسی فریزر
نانسی فریزر (به انگلیسی: Nancy Fraser) (متولد ۲۰ می ۱۹۴۷) نظریه‌پرداز انتقادی آمریکایی است. او هم‌اکنون در دپارتمان فلسفه و سیاست دانشگاه نیو اسکول نیویورک درس می‌دهد. فریزر مدرک دکتری خود را در رشته فلسفه از دانشگاه شهری نیویورک  گرفته و سال‌ها در دپارتمان فلسفه دانشگاه نورت وسترن تدریس کرده‌است.

## دیدگاه‌ها
فریزر فمنیست سرشناسی است که پیرامون مسئله عدالت کار می‌کند. وی در مکتب متفکران فمینیستی، مانند مارتا فاینمن، قرار می‌گیرد.فریزر عدالت را مفهومی پیچیده می‌داند که باید در سه بعد جدا از هم اما درهم‌تنیده درک شود. این سه عبارتند از توزیع منابع، بازشناسی سهم متفاوت گروه‌های مختلف و بازنمایی زبانی. فریزر معتقد است با پیشرفت علم ژنتیک و به حاشیه رفتن روزافزون نظریه‌ی انسان به مثابه لوح سفید، مارکسیست‌ها باید به جای تمرکز بر باز توزیع کورکورانه بر مفاهیم برابرخواهانه‌تری از عدالت اجتماعی تأکید کنند؛ مفاهیمی که مدافع مشارکت واقعی گروه‌های مختلف در جامعه هستند. 
در کتاب دستاوردهای فمنیسم، فریزر دغدغه تئوری مارکسیستی را توزیع می‌داند. او در مقاله‌ای که در بهار سال ۲۰۱۴ در نیو لفت ریویو  منتشر شد، تعریف مارکس از سرمایه را به عنوان رابطه اجتماعی میان کسانی که به ابزار تولید دسترسی دارند و کسانی که تنها از طریق فروش نیروی کارِ خود می‌توانند به ابزار تولید دست پیدا کنند، باز می‌یابد. اما فریزر تولید را آنجا که روابط اجتماعی متفاوت- در خانه، اجتماع، و بخش همگانی- به کلیت اقتصاد جاری می‌شود وارد نمی‌کند. 
فریزر در راستای تلاش در جهت پرهیز از فروکاستن مفاهیمی همچون عدالت و مشارکت دموکراتیک استدلال می‌کند که نظریه‌پردازان اجتماعی باید سنتزی از عناصری از نظریه انتقادی و پساساختارگرایی به دست آورند. از منظر وی آن‌ها به این ترتیب می‌توانند بر آنتی‌تز کاذب بین این دو فایق آمده تا ادراک کامل‌تری از دغدغه‌های سیاسی و اجتماعی مورد نظر دو رویکرد پیدا کنند.
با این حال، فریزر مدافع یک ترکیب مبهم از این دو رویکرد نیست، بلکه او رویکردی کاربردی را مد نظر دارد که در آن هر دو مکتب فکری به دقت مطالعه شده که عناصر مفید آن‌ها را از عناصر نامفید، یا عناصر مخرب‌شان را از تحلیل‌های دموکراتیکِ نهادها و جنبش‌های اجتماعی جدا کند. بنابراین فریزر در سنت ارزشهای چپ-دموکرات قرار می‌گیرد و در همان‌حال نگرش نظریه‌های فمینسیتی، تئوری انتقادی و پساساختارگرایی را نیز با این سنت منطبق می‌کند.
فریرز همچنین یکی از نخستین فلاسفه انگلیسی زبان است که آثار پراهمیتی در مورد میشل فوکو نگاشته‌اند.